# 祖德明
祖德明（1905年—1984年），男，直隶（今河北）易县人，中国植物遗传育种学家，曾任中国遗传学会副理事长，第三届全国人大代表。